# Itziar Idiazabal
Itziar Idiazabal Gorrotxategi (Gaínza, 5 de septiembre de 1949) es una lingüista y psicolingüista vasca.

## Biografía
Estudió en la Universidad de Ginebra y realizó allí su tesis doctoral en psicolingüística bajo la dirección del profesor Jean-Paul Bronckart.
Las relaciones establecidas durante su estancia con los profesores de esa universidad han posibilitado que numerosos investigadores vascos que trabajan en el campo de la psicolingüística hayan acudido también a dicha universidad. La propia Itziar Idiazabal ha sido profesora invitada en la Universidad de Ginebra.
En la actualidad es catedrática del Departamento de Lingüística y Estudios Vascos de la Universidad del País Vasco. Sus investigaciones se centran en el bilingüismo y el multilingüismo: estudia la adquisición del lenguaje por parte de niños bilingües, así como la enseñanza bilingüe y multilingüe. También trabaja el campo del análisis discursivo del euskera.
Dentro de la Universidad del País Vasco es miembro del grupo de investigación Elebilab. Desde 2007 es la coordinadora de la Cátedra UNESCO de Patrimonio Lingüístico Mundial de la Universidad del País Vasco.
El 31 de enero de 1991 fue nombrada miembro correspondiente de la Real Academia de la Lengua Vasca – Euskaltzaindia. Ha sido miembro del Consejo Asesor del Euskera.

### Libros
- Garcia-Azkoaga, I., Idiazabal, I. (eds.) (2015) Para una ingeniería didáctica de la educación plurilingüe, Bilbao: Servicio editorial UPV/EHU.ISBN 978-84-9082-205-0

- Dolz, J.  & Idiazabal, I. (eds.) (2013) Enseñar (lenguas) en contextos plurilingües. Bilbao: Servicio editorial de la Universidad del País Vasco /Euskal Herriko Unibertsitatea. ISBN 978-84-9860-838-0.

- Amorrortu, E., Ortega, A., Idiazabal, I. & Barreña, A., (2009) Actitudes y prejuicios de los no vascohablantes hacia del euskera, Bilbao: Eusko Jaurlaritza/Gobierno Vasco.  ISBN 978-84-457-3029-4

- Martí, F., Ortega, P., Idiazabal, I., Barreña, A., Juaristi, P., Junyent, C., Uranga, B. & Amorrortu, E. (eds.) (2005). Words and Worlds. World Language Review: Clevedon U.K.: Multilingual Matters, ISBN 1-85359-827-5.

- Bilbatua, M., Cenoz, J., Idiazabal, I., Sainz, I., Sierra, J. (1996) Murgiltzea eta Irakaskuntza elebiduna, Eusko Jaurlaritzaren Argitalpen Serbitzu Nagusia, Vitoria-Gasteiz

- Idiazabal, I. & Kaifer, A. (Ed.) (1994) Hezkuntzaren eraginkortasuna eta irakaskuntza elebiduna Euskal Herrian. Eficacia educativa y enseñanza bilingüe en el País Vasco. Vitoria-Gasteiz: HAEE- IVAP, ISBN 84-7777-116-2

- Idiazabal, I. (1990) Hizkuntzaren Psikopedagogia. Testu motak. Funtzionamendua eta didaktika. Bilbao, Labayru. ISBN 84-86833-28-0

- Idiazabal, I. (1990) Adquisición del lenguaje en niños bilingües y monolingües. Hizkuntzaren jabekuntza haur elebidun eta elebakarretan. Bilbao, Servicio de publicaciones de la UPV-EHU ISBN 84-7585-283-1

### Artículos
- Idiazabal, I. (2017) "¿Qué significa la escuela bilingüe para lenguas minorizadas como el nasa yuwe o el euskera?". Revista Onomázein, 2017/5,  137-152.
- Idiazabal, I. (2013) "Pedagogical-Didactic Reading of the Report "Sociolinguistics Cluster (2012)" ", in Talking pupils. The ARRUE Project 2011. Vitoria-Gasteiz: Gobierno Vasco: Dpto. de educación, Política Lingüística y Cultura.267-270.ISBN 978-84-457-3317-2

- Manterola, I., Almgren, M. & Idiazabal, I. (2013) "Basque L2 development in immersion school settings", International journal of bilingualism 2013, 17: 375-391 ISSN 1367-0069
- Casenave, J., Idiazabal, I. Manterola, I. & Lascano, B. (2012) "ELEBIDUN, Un projet de recherche sur l'apprentissage bilingue basque-français à l'école (primaire)". Lapurdum. 16 | 2012 : Numéro XVI, 15-25.

- Idiazabal, I., Amorrortu, E., Barreña, A.,  Ortega, A. &. Uranga, B., (2008) "Mother tongue. Language of Immersion. What can the School do to revitalize minorized languages?" In T. de Graaf, N. Ostler & R. Salvedra (Ed.) Endangered Languages and learning. Proceedings of FEL XII. Bath: FEL & Leewarden: Fryske Akademy. ISBN 978-0-9560210-0-7, 139-146.

- Idiazabal, I. & Larringan, L.M. (2004) "La competencia discursiva en la didáctica de las lenguas y del plurilingüismo", in BILINGLATAM 2004 First International Symposium about Bilingualism and Bilingual Education in Latin America. Symposium Proceedings, Buenos Aires: ESSARP, 2004, 143-152,  ISBN 987-21341-0-3